# Biała Rawska
Biała Rawska je město v Polsku v Lodžském vojvodství v okrese Rawa Mazowiecka. Je sídlem stejnojmenné městsko-vesnické gminy. Rozkládá se na historickém území Mazovska, na středním toku říčky Biąłki, 70 km severozápadně od Varšavy, na křižovatce dálkových silnic č. 728 a 725. V roce 2024 zde žilo 2 972 obyvatel. 

## Charakteristika města
Ulice města paprskovitě vycházejí z centrálně umístěného náměstí, v jehož blízkosti se nachází kostel. Budovy - v centru mnohdy staré, někdy z 19. století, jednorodinné domy, činžovní domy a dřevěné domy, se nachází spíše na periferii města. Na předměstí byly po celou historii města stavěny typické venkovské domy a hospodářské budovy. Ve městě je také asi desítka panelových domů postavených v 70. letech minulého století.
V obci se nachází městský úřad a několik dalších úřadů podřízených obecním úřadům (včetně Městského a Obecního střediska sociální péče), dále zdravotní středisko, základní škola, střední škola a komplex vyšších středních škol, a školka. Biała Rawska je kulturním, obchodním a zábavním centrem mnohých obcí v jejím okolí – sídlí zde veřejná knihovna, několik obchodů, lékáren, kino a každoročně se zde pořádá také trh. Mezi další městské vybavení patří hasičská stanice a policejní stanice. Na předměstí je na řece Białce protékající městem komplex rybníků, z nichž jeden slouží jako bazén.

## Historie
První zmínka o lokalitě pochází z 24. srpna 1295. Od 14. do 16. století patřila Biała biskupům z Chełmu. V tomto období město zažilo svůj rozkvět, k čemuž přispěla jeho výhodná poloha na důležitých obchodních cestách vedoucích do tehdejších regionálních center jako Czersk, Łęczyca a Sandomierz. V tomto období bylo město také významným centrem místního obchodu - kromě týdenního trhu se ve městě každoročně konalo 16 jarmarků.
Až do rozdělení Polska byla Biała sídlem okresu, který byl součástí tehdejšího Rawského vojvodství. Od počátku 17. století začal postupný úpadek města. Během švédské invaze bylo město zcela zničeno. Od poloviny 18. století do roku 1879 byla Biała majetkem šlechtického rodu Leszczyńských. Z této doby pochází též městský znak. V květnu 1794 u Białé svedl Henryk Dąbrowski, pozdější zakladatel polských legií v Itálii, hrdina státní hymny menší, vítěznou bitvu s ruskou armádou.
Během 18. století se ve městě začali usazovat Židé. Jejich příchod společně s rolníky vedl k rozvoji města a následně k dalšímu nárůstu počtu obyvatel města. Již v roce 1810 měla Biała 467 obyvatel a v roce 1900 přes 2 000.V roce 1833 mělo již město zděnou radnici. I přes postupný rozvoj ztratila Biała Rawska v roce 1870, stejně jako mnoho dalších polských měst, svá městská privilegia. Zpět je město získalo až v roce 1925. Sčítání lidu z roku 1921 ukázalo, že město mělo 2328 obyvatel, z nichž 38,6 % byli Poláci a 61,4 % Židé.

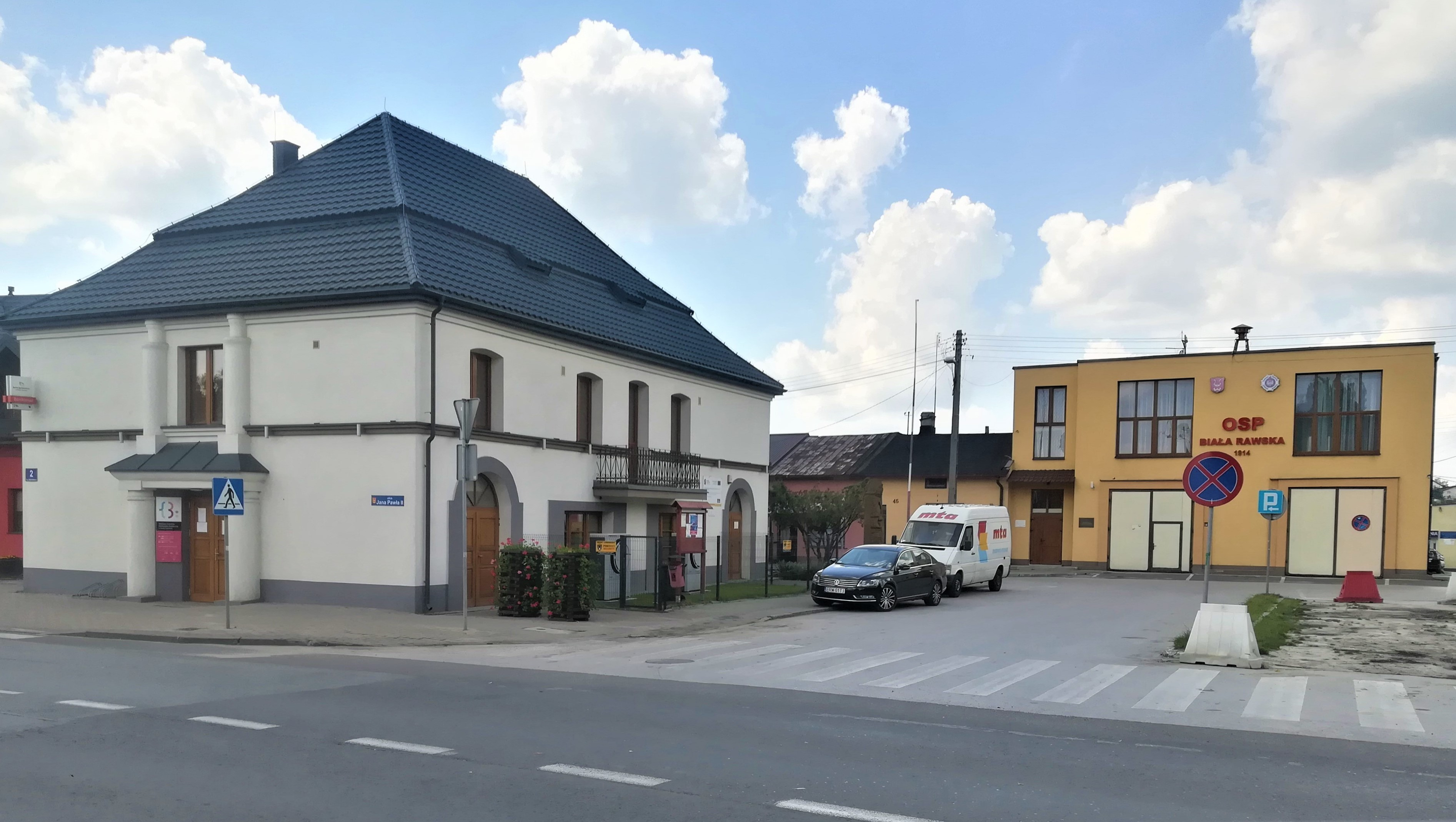
Místní synagoga

Na podzim roku 1941 zřídili Němci ve městě ghetto pro židovské obyvatelstvo, do kterého bylo převezeno asi 4000 lidí, což byli především Židé z Białé a okolních vesnic, jako Żyrardów, Góra Kalwaria a Piaseczno. Ghetto bylo zlikvidováno 28. října 1942 a jeho obyvatelé byli deportováni a zavražděni ve vyhlazovacím táboře Treblinka. Během 2. světové války operovaly v okolí Białé četné partyzánské jednotky, kterým velel mj. seržant Stanisław Roszkowski zvaný "Kůň", poručík Henryk Sieczkowski pzvaný "Władysław" a Stanisław Sawicki zvaný. "Lermann". Vojsky Rudé armády bylo město obsazeno 17. ledna 1945.
Do roku 1954 byla Biała sídlem Gminy Marianów. V letech 1975–1998 město administrativně patřilo do tehdejšího Skierniewického vojvodství.

### Židé v Białe Rawske
Město se brzy po prvním příchodu Židů v 18. století stalo významným židovským centrem v oblasti. V roce 1822 byla v Białe založena samostatná židovská obec, která měla dřevěnou synagogu, náboženskou školu (cheder), hřbitov (kirkut), s pohřebním ústavem a mikve - rituální lázně. V následujících letech (1845–1847) byla na místě dřevěné synagogy, která v roce 1842 vyhořela, postavena nová, zděná. Přežila až do roku 1939, kdy byl vypálena Němci.
Na počátku 20. let 20. století žilo v Białe téměř 1500 Židů. Židé. Tvořili více než polovinu obyvatel města. V následujících letech tento počet klesal, avšak v předvečer druhé světové války činil podíl židovské komunity na celkovém počtu obyvatel stejně přes 40 %. Za války, v roce 1941, zde Němci založili židovské ghetto (na ulicích Gęsia, Brukowa, Narutowicza, Mickiewicza, Szeroka a Zakątka), kde shromáždili asi 4000 Židů. 27. října 1942 bylo ghetto zlikvidováno a Židé byli transportováni do Rawy Mazowiecke a poté do vyhlazovacího tábora v Treblince.

## Doprava
Ve vzdálenosti 8 km od Białe se nachází státní silnice č. 8, která spojuje Varšavu a Katowice (tzv. Gierkówka). Přímo městem prochází hlavní železniční trať Grodzisk Mazowiecki - Zawiercie a zemská silnice č. 725 z Rawy Mazowiecke do města Grójec. Ve městě je také konečná stanice historické úzkokolejky Rogów - Rawa - Biała vedoucí z Rogowa přes Rawu Mazowieckou do Białé. 

## Ekonomika

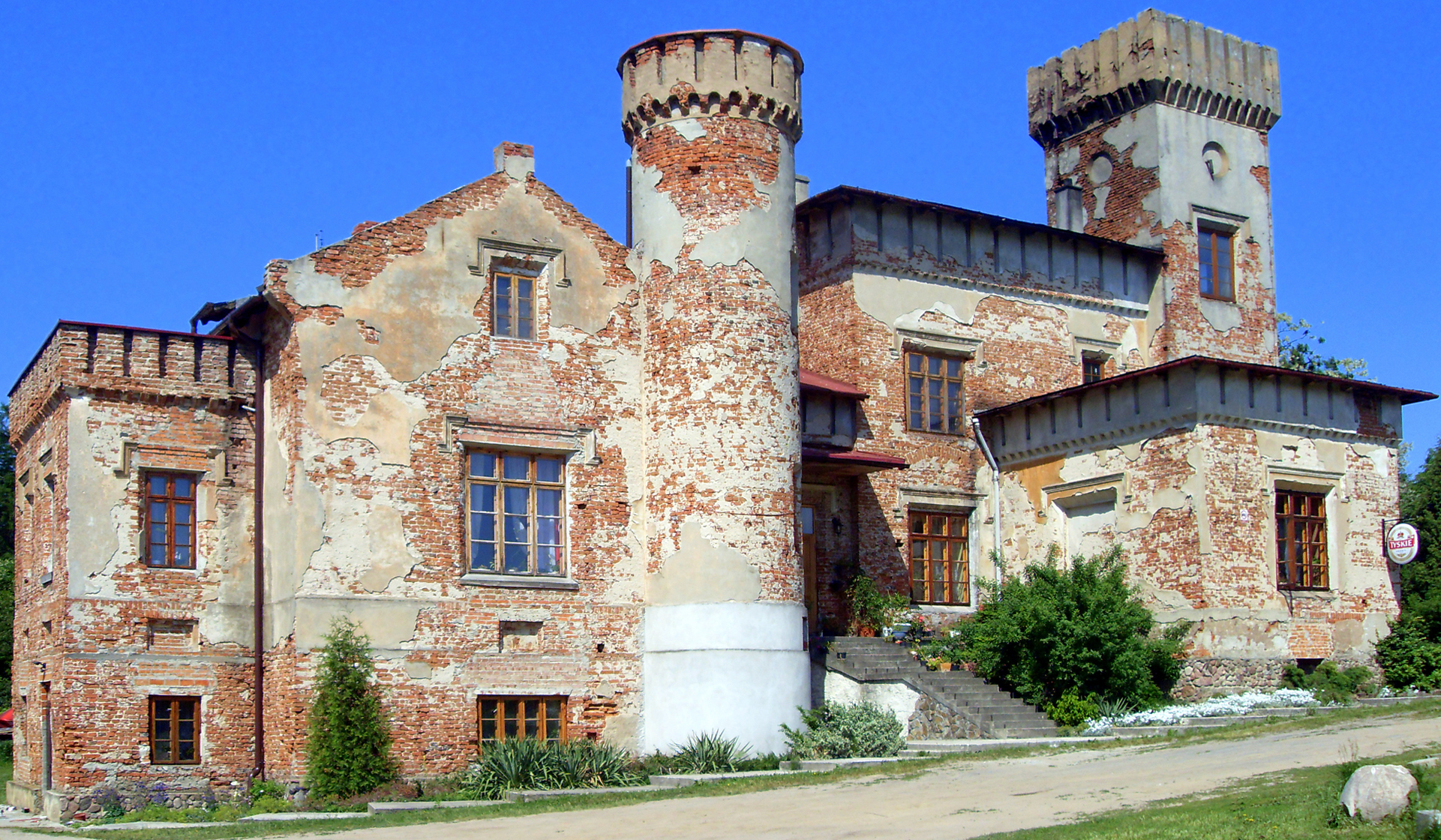
Palácový komplex (chátrající)

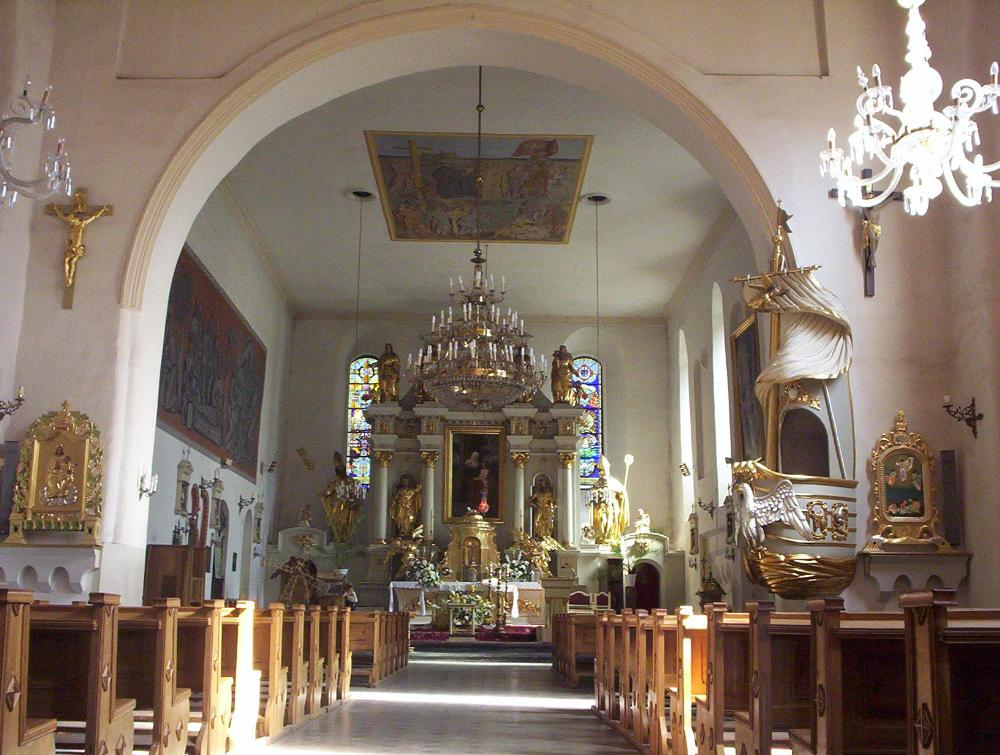
Interiéry kostela sv. Vojtěcha

Ve městě je v menší míře zastoupen potravinářský a elektrotechnický průmysl. Nachází se zde pobočka Łódźského termotechnického závodu, dále továrna na zpracování ovoce, brojlerová hala a betonárna. Část populace se živí komerční činností. Vcelku výhodná poloha a existence veřejné příměstské autobusové dopravy umožňuje části obyvatel pracovat se v nedaleké Rawě Mazowiecke, ba dokonce i ve Varšavě. 

Obyvatelstvo na předměstí, které je pozůstatkem bývalých vesnic, se živí zemědělstvím, především pak pěstováním ovoce a zeleniny.

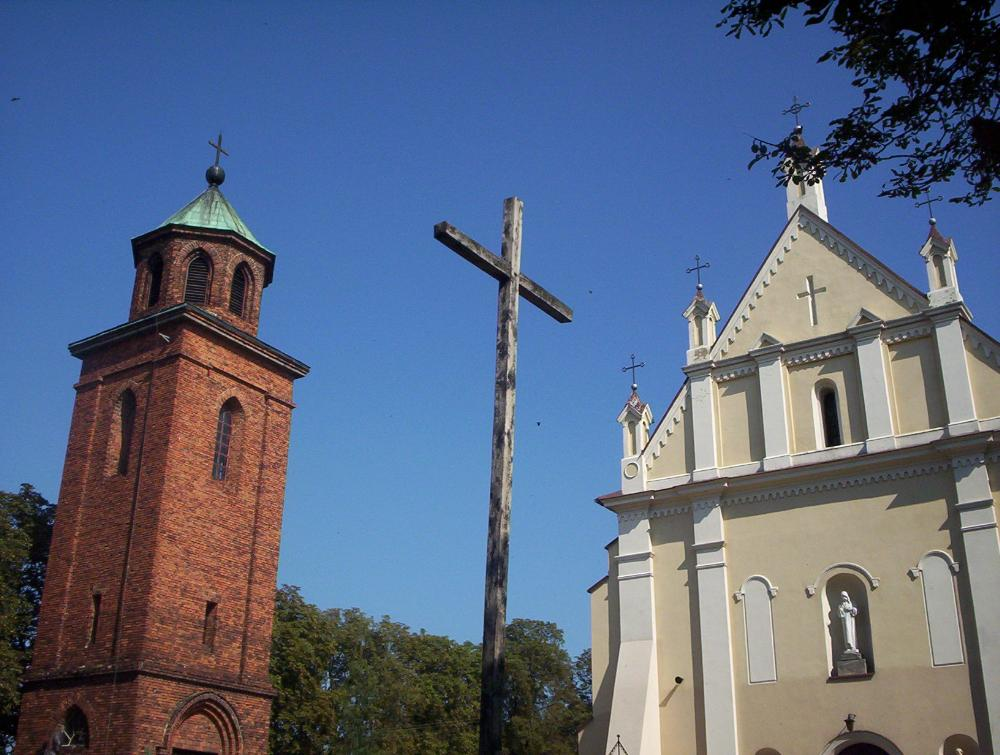
Kostel se zvonicí

## Památky
- Palácový komplex a park:
  - Palác z první poloviny 19. století pro tehdejšího majitele města - Aleksandra Leszczyńského. Autorem projektu byl polský architekt Franciszek Maria Lanci
  - Krajinářský park – kolem paláce se nachází asi 30 dubů (listnatých a přisedlých), jejichž obvod kmene dosahuje 3,5 m. Nejznámější z nich, "Napoleonův dub" - jeden z největších stromů tohoto druhu rostoucí v Polsku, je pojmenován podle toho, že podle místních příběhů pod ním odpočíval francouzský císař Napoleon Bonaparte, který se vrátil z války s Ruskem
- Kostel sv. Vojtěcha – historický farní kostel původně z doby kolem roku 1518, přestavěný po požáru roku 1712. V roce 1846 byla přistavěna novogotická fasáda
- Farní hřbitov – porostlý starými stromy, především lípami. Vévodí mu kaple Leszczyńských, postavená v klasicistním stylu.
- Svatyně – Na rozcestí cest směrem na Mszczonów a Grójec stojí historická zděná kaple z roku 1916 s postavou Krista.
- Centrum města – Uspořádání ulic a náměstí v centru města si zachovalo svůj historický ráz; pochází ze 16. století. V této oblasti se nacházejí požidovské obytné domy z 19. století - zděné i dřevěné a mezi nimi i budova hasičského sboru, kde bývala synagoga
- Synagoga – V centru města na náměstí Wolności. Stojí na místě první dřevěné synagogy z roku 1822. Po požáru v roce 1842 byla na jejím místě v letech 1845–1847 postavena nová zděná budova. Ta však také vyhořela po zapálení Němci v roce 1939 Po válce, v 50. letech 20. století, přestavěna, dnes slouží jako hasičská zbrojnice
- Bývalý židovský hřbitov – Nedaleko řeky Białka, z 18. století . Za války jej zničili Němci, kteří už ho nikdy neobnovili.
- Železniční stanice na úzkokolejce - nachází se zde poslední stanice historické Rogowské úzkokolejky, postavené v roce 1915 Němci pro potřeby frontové linie poblíž. V současnosti je místní turistickou atrakcí